# 9855 Thomasdick
9855 Thomasdick è un asteroide della fascia principale. Scoperto nel 1991, presenta un'orbita caratterizzata da un semiasse maggiore pari a 2,5818178 au e da un'eccentricità di 0,0936745, inclinata di 9,96482° rispetto all'eclittica.